# La estrella azul (película)

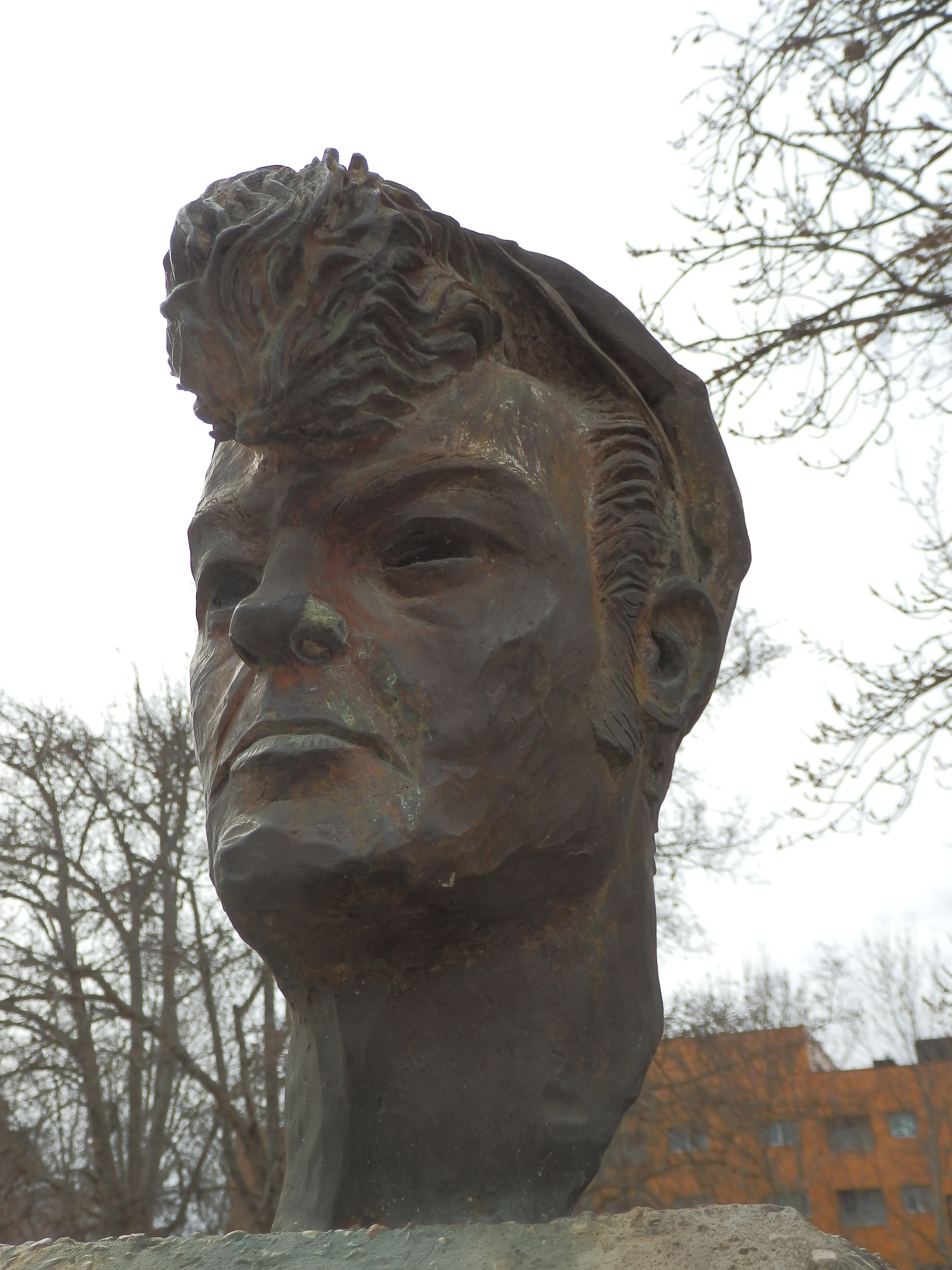
Busto en memoria de Mauricio Aznar, localizado en Zaragoza

La estrella azul es una película hispano-argentina de drama de 2023, escrita y dirigida por Javier Macipe, en su primer largometraje como director, y protagonizada por Pepe Lorente como el músico español Mauricio Aznar. Cuti Carabajal, Bruna Cusí, Marc Rodríguez, Catalina Sopelana, Mariela Carabajal y Noelia Verenice Díaz completan el reparto. 
Se estrenó en el Festival Internacional de Cine de San Sebastián el 25 de septiembre de 2023. Llegó a las salas de cine españolas el 23 de febrero de 2024, con distribución de Wandavisión. Y a las argentinas, el 12 de septiembre de ese año.
Ganadora de dos Premios Goya, en la categoría de Mejor Dirección Novel 2025 (Javier Macipe) y Premio Goya Mejor Actor Revelación 2025 (Pepe Lorente).

## Trama
Durante los años noventa, Mauricio Aznar (Pepe Lorente), un famoso rockero español, recorre Latinoamérica buscando reencontrarse con su vocación. Allí conoce a Don Carlos (Cuti Carabajal), un anciano músico en horas bajas que, a pesar de ser autor de algunas de las canciones más famosas del folclore de su país, apenas consigue pagar sus facturas. Carlos acoge con generosidad al extraño visitante haciendo las veces de maestro Miyagi musical. De su encuentro nace un extravagante dúo quijotesco, con todos los visos de ser un absoluto fracaso comercial.

## Reparto
- Pepe Lorente como Mauricio Aznar
- Cuti Carabajal como Carlos Carabajal
- Mariela Carabajal como Andrea Carabajal[4]
- Demi Carabajal como él mismo
- Miriam Gutiérrez como Zita Carabajal
- Noelia Verenice Díaz como Florcita Carabajal[4]
- Marc Rodríguez como Pedro Aznar[5]
- Bruna Cusí como Ana[4]
- Catalina Sopelana como Mara[4]
- Aitor Domingo como Gabriel
- Pablo Carabajal como él mismo
- Peteco Carabajal como él mismo
- Roberto "Coya" Chavero como Don Ata[4]
- Javier Macipe, como él mismo (cameo)
- Gabriel Sopeña, como él mismo (cameo)

## Producción
En febrero de 2019, el director Javier Macipe anunció que había abierto un casting para encontrar a un actor que protagonizaría su primer largometraje, La estrella azul, como el músico Mauricio Aznar. En octubre de 2019, se anunció que Pepe Lorente sería el actor que intepretaría a Aznar. También que Cuti Carabajal encarnaría a su hermano, el músico argentino de folclore Carlos Carabajal, y que otra integrante de la familia Carabajal, Mariela, interpretaría un papel importante.
El rodaje comenzó en marzo de 2020 en Zaragoza, España,pero enseguida debió suspenderse por la pandemia del coronavirus. Se reanudó en Argentina a finales de 2022, concluyendo en Zaragoza en febrero de 2023.
La filmación duró 17 días en Zaragoza, y en Argentina, 22 días en la provincia argentina de Santiago del Estero, y otros dos más en la localidad de Cerro Colorado.

## Lanzamiento y marketing
Tuvo su estreno mundial en el Festival Internacional de Cine de San Sebastián de 2023, en la sección de New Directors. Antes, RTVE, que había participado en la financiación de la película, lanzó el póster. El 26 de octubre de ese año, la distribuidora Wandavisión anunció que la estrenaría en cines en España el 23 de febrero de 2024.
El 9 de enero, Featurent, la productora de la película, anunció la formación de la banda de rock La estrella azul, con su protagonista como solista, Pepe Lorente, y la gira, que será única, en 2025. Con el repertorio y músicos de la película. 

## Recepción

### Taquilla
En su primera semana, La estrella azul se estrenó en 88 cines, coincidiendo con los estrenos de Políticamente incorrectos, Guardianes de la noche: Kimetsu No Yaiba - Rumbo al entrenamiento de los pilares, Guardianes del museo, Horror Park y Secretos de un escándalo, entre otras cintas. Se estima que su recaudación en España ha sido de 583,542.07 €.

### Crítica
La estrella azul tuvo críticas muy positivas de los críticos. Júlia Olmo de Cineuropa le dio una crítica positiva, escribió que la película recreó una etapa vital de Mauricio Aznar "con sencillez, sin pretenciosidad ni grandes artificios" y describió la interpretación de Pepe Lorente como "creíble y magnífica", concluyendo que la cinta "consigue ser lo que pretende, una película pequeña y honesta, por momentos conmovedora y hermosa". Begoña del Teso de El Diario Vasco también habló positivamente de ella, describiéndola como "bella, contenida, dolorosa [e] intimista". Ricardo Fernández de El Contraplano le dio a la película un 6.5 de 10, destacando su "enfoque honesto y respetuoso" hacia Aznar y diciendo que "brilla, sobre todo, en guion e interpretación", aunque criticó el aspecto visual de la película, diciendo que allí "la película muestra su punto más débil, especialmente en interiores, donde las imágenes tienen un aire televisivo", concluyendo que "no es un error [...] apostar por ir a ver esta película". David Villalmanzo de Dévé le dio cuatro estrellas y media de cinco, escribiendo que la película "podría ser una de las historias musicales más animadas jamás vistas en la pantalla" y que el tercer acto "dejará una huella indeleble en el género [...] difumina los límites entre ficción, no ficción y metaficción en la narración cinematográfica", además de elogiar la interpretación de Lorente como Aznar y el trabajo de dirección de fotografía de Álvaro Medina y Rui Poças, concluyendo que la película es "un tesoro inesperado, que podría tener atractivo a ambos lados hispanohablantes del Océano Atlántico".
Dani Jiménez de Historia del Cine le dio cuatro estrellas de cinco, escribiendo que con la película, el director, Javier Macipe, "ha optado por la máxima honestidad y respeto hacia el icono aragonés, consiguiendo una ópera prima formidable", elogió el trabajo de los actores, pero sobre todo de Lorente y los otros actores noveles, y destacó sobre todo "su último tramo [...] cuando confronta esa narrativa que tiene que ver con el relato, con la propia producción de ella a modo documental", concluyendo que la película es "la gran sorpresa que nos ha deparado este año el cine español" Antón de In Perdibles le otorgó cinco estrellas de cinco: "no va a concurso [...] pero sería una Concha [de oro] como una casa" y que Macipe es "un cineasta de los de quitarte el sombrero", aconsejando a los lectores "ir a verla sin saber nada sobre ella". Mona Jacinta de Niu de mones le dio a la película cuatro "monas" de cuatro, escribiendo que "podría estar en la Sección Oficial [del Festival Internacional de Cine de San Sebastián] tranquilamente" y que es "una peli preciosa que no os podéis perder de ninguna manera".
Sergi Soler, del medio catalán El 9 Nou, la calificó como "[de] calidad [...] innegable", añadiendo que "cada elemento refuerza la emotividad, que es el alma de esta película", además de destacar la dirección "sutil pero enfática" de Macipe, concluyendo que es "una muy buena película". Cristina Aparicio, de la revista Caimán, escribió que la película "encierra cierta anomalía [...] en un momento dado, el biopic parece cobrar entidad propia y se impone a la propia ficción", y que Macipe "muestra las costuras [...] con la convicción de que el cine [...] es un valioso documento histórico y emocional", concluyendo que es "un retrato armado desde la admiración, que desdibuja los límites de la ficción y reflexiona sobre el valor de la creación, ya sea esta musical o cinematográfica". Ricardo de Luca, de  Cine y Teatro Argentino Hoy, le cuatro estrellas y media, de cinco, describiendo la interpretación de Lorente como "magistral" y escribiendo de la propia película que "conviene no adelantar mucho para que el espectador [...] pueda sorprenderse, emocionarse y conmoverse con un bello y natural relato", añadiendo que es "un film maravilloso y fuera de lo común".

## Premios y reconocimientos

### Concursos anuales
XXXIX edición de los Premios Goya
| Categoría               | Candidato                                                                            | Resultado |
| ----------------------- | ------------------------------------------------------------------------------------ | --------- |
| Mejor película          | Mejor película                                                                       | Nominada  |
| Mejor actor revelación  | Pepe Lorente                                                                         | Ganador   |
| Mejor actor revelación  | Cuti Carabajal                                                                       | Nominado  |
| Mejor actriz revelación | Mariela Carabajal                                                                    | Nominada  |
| Mejor guion original    | Javier Macipe                                                                        | Nominado  |
| Mejor dirección novel   | Javier Macipe                                                                        | Ganador   |
| Mejor montaje           | Javier Macipe Nacho Blasco                                                           | Nominados |
| Mejor sonido            | Amanda Villavieja Joaquín Rajadel Víctor Puertas Mayte Cabrera Nicolas de Poulpiquet | Nominados |

80.ª edición de las Medallas del Círculo de Escritores Cinematográficos
| Categoría               | Candidato                  | Resultado |
| ----------------------- | -------------------------- | --------- |
| Mejor dirección novel   | Javier Macipe              | Ganador   |
| Mejor actriz secundaria | Bruna Cusí                 | Nominada  |
| Mejor guion original    | Javier Macipe              | Nominado  |
| Actor revelación        | Cuti Carabajal             | Nominado  |
| Actor revelación        | Pepe Lorente               | Nominado  |
| Actriz revelación       | Mariela Carabajal          | Nominada  |
| Mejor montaje           | Javier Macipe Nacho Blasco | Nominados |

69.ª edición de los Premios Sant Jordi
| Categoría                        | Candidato         | Resultado |
| -------------------------------- | ----------------- | --------- |
| Mejor ópera prima                | Mejor ópera prima | Ganadora  |
| Mejor actor en película española | Pepe Lorente      | Ganador   |

XXXIII Edición de los Premios de la Unión de Actores
| Categoría                       | Candidato         | Resultado |
| ------------------------------- | ----------------- | --------- |
| Mejor actor revelación          | Pepe Lorente      | Ganador   |
| Mejor actriz de reparto de cine | Catalina Sopelana | Nominada  |

XII Premios Días de cine
| Categoría                       | Candidato               | Resultado |
| ------------------------------- | ----------------------- | --------- |
| Mejor película española         | Mejor película española | Ganadora  |
| Premio «Ha nacido una estrella» | Pepe Lorente            | Ganador   |

XXX edición de los Premios Forqué
| Categoría                        | Candidato                        | Resultado |
| -------------------------------- | -------------------------------- | --------- |
| Mejor largometraje de ficción    | Mejor largometraje de ficción    | Nominado  |
| Mejor interpretación masculina   | Pepe Lorente                     | Nominado  |
| Premio a la educación en valores | Premio a la educación en valores | Nominado  |

XII edición de los Premios Feroz
| Categoría                | Candidato                | Resultado |
| ------------------------ | ------------------------ | --------- |
| Mejor película dramática | Mejor película dramática | Nominada  |
| Mejor guion              | Javier Macipe            | Nominado  |
| Mejor actor protagonista | Pepe Lorente             | Nominado  |
| Mejor cartel             | Laura Pere               | Nominada  |

72.ª edición de los Premios Cóndor de Plata
| Categoría                                    | Resultado |
| -------------------------------------------- | --------- |
| Mejor película en coproducción con Argentina | Nominada  |

14.ª edición de los Premios Simón
| Categoría                     | Candidato                  | Resultado |
| ----------------------------- | -------------------------- | --------- |
| Mejor largometraje            | Mejor largometraje         | Ganador   |
| Mejor dirección               | Javier Macipe              | Ganador   |
| Mejor actor                   | Pepe Lorente               | Ganador   |
| Mejor guion                   | Javier Macipe              | Ganador   |
| Mejor dirección de producción | Amelia Hernández Causapé   | Ganadora  |
| Mejor montaje                 | Javier Macipe Nacho Blasco | Ganadores |
| Mejor maquillaje y peluquería | Irene Tudela               | Ganadora  |
| Mejor vestuario               | Arantxa Ezquerro           | Nominada  |
| Mejor sonido                  | Guille Mata Carlos Estella | Ganadores |

IV edición de los Premios Carmen
| Categoría                                    | Candidato                                    | Resultado |
| -------------------------------------------- | -------------------------------------------- | --------- |
| Mejor dirección de fotografía                | Álvaro Medina                                | Ganador   |
| Mejor largometraje de producción no andaluza | Mejor largometraje de producción no andaluza | Ganador   |

### Festivales
71.ª edición del Festival de San Sebastián
| Sección       | Premio                               | Resultado |
| ------------- | ------------------------------------ | --------- |
| New Directors | Premio TCM de la Juventud            | Ganadora  |
| New Directors | IX Premio de la Cooperación Española | Ganadora  |

29.ª edición de Cinespaña de Toulouse
| Premio                          | Candidato                       | Resultado |
| ------------------------------- | ------------------------------- | --------- |
| Violeta de Oro a mejor película | Violeta de Oro a mejor película | Ganadora  |
| Premio del público              | Premio del público              | Ganadora  |
| Mejor interpretación masculina  | Pepe Lorente                    | Ganador   |
| Mejor dirección                 | Javier Macipe                   | Ganador   |
| Mejor música                    | Alicia Morote Peteco Carabajal  | Ganadores |

XXIII edición del Festival de Almería
| Sección                                        | Premio                       | Candidato      | Resultado |
| ---------------------------------------------- | ---------------------------- | -------------- | --------- |
| Certamen Nacional de Largometrajes Ópera Prima | Mejor película               | Mejor película | Ganadora  |
| Certamen Nacional de Largometrajes Ópera Prima | Premio Cosentino (dirección) | Javier Macipe  | Ganador   |
| Certamen Nacional de Largometrajes Ópera Prima | Mejor guion                  | Javier Macipe  | Ganador   |

39.ª edición del Festival de Santa Bárbara
| Sección                        | Premio              | Resultado |
| ------------------------------ | ------------------- | --------- |
| Cine español y latinoamericano | Premio Nueva Visión | Ganadora  |

53.ª edición del Festival de Alcalá de Henares
| Sección          | Premio                              | Resultado |
| ---------------- | ----------------------------------- | --------- |
| Pantalla abierta | Premio Pantalla Abierta del Público | Ganadora  |

42.ª edición del Festival del Uruguay
| Sección                     | Premio                                           | Resultado |
| --------------------------- | ------------------------------------------------ | --------- |
| Cine de nuevos realizadores | Premio del público a mejor película del Festival | Ganadora  |
| Cine de nuevos realizadores | Premio del Jurado Juvenil                        | Ganadora  |

- El 4 de septiembre de 2024, fue preseleccionada por la Academia de Cine como una de las tres candidatas a representar a España en los Oscar de Hollywood 2025. [51]